# Lata (fiume)
Il Lata è un fiume samoano che scorre per 11 km nel distretto di Palauli, nell'isola di Savai'i.

## Descrizione
Il corso del fiume inizia in un'ampia valle nella foresta pluviale di Savai'i. Scorre verso sud, attraversa la piccola città di Sili e infine sfocia nell'Oceano Pacifico nei pressi della cittadina di Puleia. Alla sua foce, il fiume scorre su una piccola cataratta, la cascata Mu Pagoa.